# 昭和金属工業
昭和金属工業株式会社（しょうわきんぞくこうぎょう、 SHOWA KINZOKU KOGYO Co.,Ltd.）は、火工品製造メーカー。茨城県桜川市に本社を構える。
親会社である日油株式会社の化薬事業部に属する。最近は自動車用安全部品用火工品事業に注力している。

## 沿革
- 1943年 - 創業。東京都板橋区に板橋工場を開設。
- 1945年 - 終戦に伴い一時事業を休止。
- 1946年 - 各種押出しチューブの製造を開始。
- 1951年 - 小型薬莢の製造を開始。
- 1953年 - 昭和火工株式会社を合併し、川崎工場を取得。空包・信号弾等の各種火工品の製造を開始。
- 1967年 - 岩瀬工場建設工事着工。
- 1968年 - 岩瀬工場完成に伴い、東京から移転。
- 1970年 - 日本油脂株式会社（当時。現・日油株式会社）の資本参加・技術援助を得てその傘下に入る。
- 1971年 - 板橋工場及び本社を茨城県西茨城郡岩瀬町に移転。東京支店（東京都豊島区南池袋）を開設。
- 1973年 - 日本油脂川越工場の銃用雷管製造設備を導入。小火器向け銃用雷管及び装弾用雷管の量産を開始。
- 1977年 - 日本油脂川越工場の各種火工品製造設備を導入。近接信管の填薬組立及び民需用火工品の製造を開始。
- 1994年 - 日本油脂武豊工場のBN切削工具製造設備を導入。 BN切削工具の製造・販売を開始。
- 1995年 - 自動車安全部品用ガス発生器の製造開始。
- 1997年 - 電気発火式弾底信管の填薬組立及びミサイル用火薬部品の製造を開始。
- 2000年 - 自動車用火工品（シートベルトプリテンショナー用ガス発生器）の量産開始。
- 2004年 - 株式会社パイロセーフティデバイス解散に伴い、営業業務継承。
- 2006年 - 機構改正：本社機能として、業務本部設置。
- 2013年 - 無鉛雷管初出荷。
- 2015年 - 新型空包初出荷。
- 2018年 - 機構改正：東京支店を営業本部、開発部を研究開発部に改組。

## 工場
- 岩瀬工場（茨城県桜川市）

## グループ会社
- 日油技研工業
- 日本工機
- 日邦工業
- 北海道日油